# Волошин Володимир Андрійович
Володимир Андрійович Волошин (нар. 7 грудня 1958, м. Макіївка Донецької області — 6 лютого 2021) — український військовик, полковник запасу морської піхоти України, колишній командир 4-ї (1-ї) окремої бригади морської піхоти. Засновник і голова Всеукраїнської громадської організації "Спілка морських піхотинців України".

## Життєпис
Народився 7 грудня 1958 року в м. Макіївці Донецької області в сім'ї робітників.
В 1976 році закінчив Київське суворовське військове училище, після закінчення училища був направлений на навчання в Ленінградське вище загальновійськове командне училище імені С.М. Кірова, яке закінчив в 1980 році.
Після закінчення військового училища, проходив службу на командних посадах від командира взводу до командира батальйону.
Від 1987 до 1990 року навчався в Військовій академії імені М. В. Фрунзе.
В 1990 році після закінчення Військової академії направлений на Північний флот до 61-ї Кіркінеської Червонопрапорної окремої бригади морської піхоти на посаду — начальника штабу-першого заступника командира бригади, де й проходив службу до лютого 1993 року.
На запит МО України в лютому 1993 року переведений в розпорядження МО України та призначений на посаду начальника групи військ берегової оборони управління ВМС Генерального штабу ЗС України.
В травні 1993 року, після прийняття рішення МО України про формування підрозділів морської піхоти, спільно з офіцерами ВМС (ст.л-т А. Станкевич, Севастополь) ініціював розробку й затвердження символіки морської піхоти України. Розробив штати й брав участь у формування 27-го й 41-го батальйонів морської піхоти (с. Тиловое й смт Феодосія-13 (Краснокам'янка — Кизилташ). Після початку формування управління 4-ї окремої бригади морської піхоти і окремих підрозділів бригади, подав рапорт на переведення та був призначений командиром бригади.
З листопада 1993 до січня 1996 року командував 4-ю окремою бригадою морської піхоти ВМС ЗС України.
Від 1996 до 2000 року — начальник відділу спеціальних операцій Державного комітету у справах охорони державного кордону України.
В останні роки свого життя зробив великий внесок в розвиток та зміцнення традицій морської піхоти України, був волонтером та допомагав сім’ям загиблих морських піхотинців.
Помер 6 лютого 2021 року в результаті важкого захворювання.